# Грамматология
Грамматология (от др.-греч. γράμμα — «буква» и λόγος — «учение») — особая наука о «письме» как основании западноевропейской культуры и философии. Использование этого термина за пределами традиционной науки о видах письменности подсказано И.Гельбом. Грамматология возникает в определенный момент развития познания и неизбежно находится под властью «логоцентрической» метафизики, но постоянно пытается от нее освободиться (стать «грамматографией», т.е. не «наукой о письме», а «письмом о письме»), и это противоречие остаётся неразрешимым. 
Разрабатывалась Ж. Деррида в работе «О грамматологии». Вся западноевропейская цивилизация, по Деррида, возникла и развивалась под знаком фонетического линейного письма как возможности накопления опыта и знаний. Фонетическое письмо (в чистом виде никогда не реализовавшееся) всегда предполагало жесткое разведение двух компонент знака — означающего и означаемого. По традиции звук, голос воспринимается как нечто синонимичное смыслу, а письмо трактуется как нечто условное и вторичное. Деррида утверждает, что существует «письмо до речи» или «прото-письмо», а в нем — возможность членораздельности, артикуляции. Никому в философской традиции еще не удалось выйти за пределы «письма»: Платон, Гегель, Гуссерль, Хайдеггер в конечном счете абсолютизируют наличие-присутствие (presence) в разнообразных его видах и формах (сущность, эйдос, субъект, означаемое). То же самое, применительно к иному материалу, можно сказать и о научной традиции (Соссюр, Якобсон, Леви-Стросс).